# 伊豆肇
伊豆 肇（いず はじめ、1916年ないし1917年7月6日 - 没年不明）は、日本の俳優。本名は渡邊 肇（わたなべ はじめ）。
東京市（現在の東京都区部）出身。劇団東俳に所属していた。

## 来歴・人物
北京大学卒業。1947年、第1期東宝ニューフェイスとして東宝に入社。同期には三船敏郎・堺左千夫・久我美子・若山セツ子・堀雄二らがいる。
同年の『戦争と平和』でデビュー後、1949年の『青い山脈』のガンちゃん役など二枚目スターとして活躍した。
五社協定が無実化した1970年代からはテレビの特撮作品で博士役を数多く演じている。温厚で紳士的な善役に持ち味を発揮する一方、悪徳企業の社長や重役、悪徳官僚といったホワイトカラー系の悪役という正反対のキャラクターも巧みに演じ分けるなど、幅広い演技力を持つ。
また1959年には映画『おんな』（国映）を監督。さらに小説やテレビ台本の執筆、映画の原案提供など、一般に知られている以外の一面も持つ多才な人物だった。

## 出演作品

### 映画
- 戦争と平和（1947年、東宝） - 小柴健一
- 青い山脈（1949年、東宝） - ガンちゃん
- 野良犬（1949年、東宝） - 鑑識課員
- 脱獄（1950年、東宝） - 戸川看守
- 日本戦歿学生の手記 きけ、わだつみの声（1950年、東横映画） - 青地軍曹
- 一等社員 三等重役兄弟篇（1953年、東宝） - 伊東五郎
- 天晴れ一番手柄 青春銭形平次（1953年、東宝）
- 太平洋の鷲（1953年、東宝） - 整備参謀[4]
- かくて夢あり（1954年、日活）
- 俺の拳銃は素早い（1954年、日活） - 浜崎警部※本名の「渡邊肇」名義で原案も提供[5]
- 坊っちゃん記者（1955年、日活） - 野津一郎
- 驟雨（1956年、東宝） - 三輪
- 大当り三色娘（1957年、東宝） - 小倉三千夫
- 日本誕生（1959年、東宝） - 大碓命[4]
- 慕情の人（1961年、東宝）
- 太平洋戦争と姫ゆり部隊（1962年、大蔵映画）
- 超高層のあけぼの（1969年、東映） - 東技研建築部長
- 仮面ライダー対ショッカー（1972年、東映） - 大道寺博士
- 飛び出す人造人間キカイダー（1973年、東映） - 光明寺博士
- 人間革命（1973年、東宝） - 片山
- 金田一耕助の冒険（1979年、東映）
- 典子は、今（1981年、東宝） - 高校の校長
- 小説吉田学校（1983年、東宝） - 星島二郎
- 日本海大海戦 海ゆかば（1983年、東映） - 山本機関総監
- 彼女が結婚しない理由（1992年、東北新社）
- 青春デンデケデケデケ（1992年、東映）校長先生
- 女ざかり（1994年、松竹）

### テレビドラマ
- 松本清張シリーズ・黒の組曲 第42話「小町鼓」（1963年、NHK） - 谷尾忠夫
- 戦友（1963年、NET / 東映テレビプロ）
- あした来る人（1965年、NHK）
- 特別機動捜査隊 （NET / 東映）
  - 第128話「さすらい」（1964年） - 滝野アキラ
  - 第267話「焔の丘」（1966年） - 秋津源三
  - 第295話「しのび愛」（1967年）
  - 第431話「馬鹿な女」（1970年） - 東
  - 第559話「ある女の怪談」（1972年） - 岡本
  - 第760話「三億円エレジー」（1976年） - 早瀬
- 白い巨塔（1967年、NET / 東映）
- ローンウルフ 一匹狼 第15話「夜霧の十字架」（1968年、NTV / 東映）
- 風 第35話「金塊消失」（1968年、TBS / 松竹）
- 大奥 第43話「お琴あわれ」・第44話「比丘尼の館」（1969年、KTV / 東映）
- フラワーアクション009ノ1 第7話「フランシーヌへ愛をこめて」（1969年、CX / 東映） - ユーダラ国代表委員・ドン博士
- プレイガールシリーズ （12ch / 東映）
  - プレイガール
    - 第12話「女の裸は高くつく」（1969年）
    - 第28話「裸の女に手をかすな」（1969年）
    - 第253話「女は裸で腕くらべ」（1974年） - 下条準一郎
    - 第278話「怪談 蝙蝠屋敷の怨霊」（1974年） - 山本幸次郎

  - プレイガールQ
    - 第19話「スリラー・寝室の殺人鬼」（1975年） - 森山
    - 第32話「女は裸で虚々実々」（1975年） - 黒田
    - 第35話「可愛いあばずれ」（1975年）- 石井
    - 第40話「暴力刑事罷り通る」（1975年）  - 岡光
    - 第41話「放送300回記念・東京エマニエル夫人」（1975年）  - 東京地所・有村社長(ノンクレジット)
    - 第49話「ポルノ女優連続殺人事件」（1975年） - 吉本俊司
    - 第67話「殺しを呼んだ女の柔肌」（1976年） - 小野田専務
    - 第69話「寝乱れた東京エマニエル夫人」（1976年） - 堂森芳文
- 江戸川乱歩シリーズ 明智小五郎 第5話「花嫁泥棒」（1970年、12ch / 東映）
- ゴールドアイ 第26話「国際宝石泥棒」（1970年、NTV / 東映）
- 人形佐七捕物帳 第21話「怪盗むささび小僧」（1971年、NET / 東宝） - 大蔵主膳
- 仮面ライダー 第23話「空飛ぶ怪人ムササビードル」（1971年、MBS / 東映） - 大隈博士
- 天皇の世紀 第7話「黒い風」、第8話「降嫁」（1971年、ABC / 国際放映） - 大橋訥庵
- シルバー仮面 第4話「はてしなき旅」（1971年、TBS / 宣弘社） - 湯浅博士
- 人造人間キカイダー（1972年 - 1973年、NET / 東映） - 光明寺博士
  - キカイダー01 第46話「よいこの友達 人造人間万才!」（1974年、NET / 東映） - 光明寺博士
- アイアンキング 第19話「大虫人カブトロン出現」第26話「東京大戦争」（1973年、TBS / 宣弘社） - 津島博士
- ワイルド7 第21話「誘拐の掟」（1973年、NTV / 国際放映） - 城南生命保険社長
- 非情のライセンス（NET→ANB / 東映）
  - 第1シリーズ
    - 第31話「兇悪の報酬」（1973年） - 病院長
    - 第52話「兇悪」（1974年） - 野崎（新三竹商事社長）

  - 第2シリーズ
    - 第11話「兇悪の夢」（1974年） - 柴崎
    - 第31話「兇悪のプレゼント」（1975年） - 近藤四郎
    - 第79話「兇悪の道しるべ」（1976年） - 作業服の男（キョウコク化学社長）
    - 第104話「背任」（1976年） - 新藤雄吉（暴力団組長）
    - 第114話「男（後編）」（1977年） - 田崎（保守党代議士）

  - 第3シリーズ 第24話「兇悪の涙・警視庁特捜部解散!?」（1980年）
- 大江戸捜査網（12ch / 三船プロ）
  - 第131話「火を招く狼の群れ!」（1974年）　- 薬事方の調剤師
  - 第320話「浮世絵女の秘めた謎」（1977年） - 香山主水
  - 第355話「錠前破り男の挽歌」（1978年） - 稲葉監物
  - 第388話「偽装殺人の黒い霧」（1979年） - 友吉の父
  - 第442話「決死の御金蔵破り」（1980年） - 池内大膳
  - 第569話「乱れからくり偽美術品の罠」（1982年） - 細田玄斉
  - 第589話「連続暴行魔 女風呂の罠」（1983年） - 佐々木長門守
- 日本沈没（1974年、TBS / 東宝）
- コンドールマン 第21話「悪魔の超一流塾」（1975年、NET / 東映） - 北水博士
- 燃える捜査網 第14話「恐怖のハネムーン」（1976年、NET / 東映） - 医師
- ライオン奥様劇場 / 妻の日の愛のかたみに（1976年、CX / NMC） - 森沢
- ぐるぐるメダマン 第27話「エッ!! メダマンがおじいさんに!?」（1977年、12ch / 東映） - 社長
- 刑事犬カール （1977年、TBS / 渡辺企画）
- 華麗なる刑事 第24話「恐怖のドライブ・イン」（1977年、CX / 東宝）
- 祭ばやしが聞こえる 第5話（1977年、NTV / 東宝）
- 新幹線公安官 第2シリーズ 第15話「逃亡への死定券」（1978年、ANB / 東映）
- 太陽にほえろ! 第289話「殿下と少年」（1978年、NTV / 東宝） - 戸川組組長
- 横溝正史シリーズII / 迷路荘の惨劇（1978年、MBS / 三船プロ） - 天坊邦武
- 同心部屋御用帳 江戸の旋風（第4シリーズ） 第9話「生き返った大黒様」（1979年、CX / 東宝） - 渥美
- 大都会 PARTIII（NTV / 石原プロ）
  - 第20話「爆走・金塊トレーラー」（1979年）  - 根本刑事
  - 第37話「頭取集団誘拐」（1979年） - 柴山（三信銀行頭取）
- 特捜最前線（ANB / 東映）
  - 第99話「悲劇のシンデレラ・復讐0秒前!」（1979年）
  - 第124話「顔切り魔・墓場からきた女!」（1979年） - 安武（復顔師）
- 七瀬ふたたび 第10話「ある青春」（1979年、NHK）
- 高木彬光シリーズ 白昼の死角（1979年、MBS / 東映） - 大谷（米村産業重役）
- 新五捕物帳 第92話「十字架の光の陰に」（1979年、NTV/ ユニオン映画） - 兆道
- 東京大地震マグニチュード8.1（1980年、ytv） - 榊曾太郎教授
- 土曜ワイド劇場（ANB）
  - スキーバスを追え! 36人の乗客（1980年、東京映画）
  - 超高層ホテル殺人事件 空白のアリバイ（1982年、東映）
- 黄金の犬（1980年、NTV / 三船プロ）
- 爆走! ドーベルマン刑事（1980年、ANB / 東映） - 警視総監らしき人物
  - 第1話「黒バイ部隊出動す!」
  - 第17話「黒バイ部隊危機一髪!」
- 関ヶ原（1981年、TBS） - 佐野忠成
- 松平右近事件帳 第17話「お犬様罷りとおる」（1982年、NTV / ユニオン映画） - 隠居碩翁
- 時代劇スペシャル （CX）
  - 十六文からす堂 初夜は死の匂い（1983年、三船プロ） - 水野出羽守
  - 死を呼ぶ猫は金の爪 人形佐七捕物帖（1984年、映像京都） - 徳川家斉
- 女たちの大坂城（1983年、YTV / 三船プロ） - 片桐且元
- 大河ドラマ / 山河燃ゆ（1984年、NHK） - 大野保
- 水戸黄門 第14部 第12話「偽黄門の悪退治 -大館-」（1984年1月16日、TBS / C.A.L） - 益造
- 流れ星佐吉 第8話「大枚つんだお床入り」（1984年、KTV / 松竹）
- 月曜ワイド劇場 / 嫁・姑・継子（1985年、ANB / 三船プロ）
- 火曜サスペンス劇場 / 描かれた女（1985年、NTV / 三船プロ）
- 機動刑事ジバン（1989年 - 1990年、ANB / 東映） - 五十嵐健三博士
- 水曜グランドロマン / 彼女が結婚しない理由（1990年、NTV）

## 著書
- 風流交叉点（1959年、光書房）
- 乱世の女 千宗恩（1981年、エイジ出版）